# Кузнецов, Сергей Олегович (архитектор)
Сергей Олегович Кузнецов (род. 25 июля 1977, Москва) — российский архитектор и художник, член-корреспондент Российской академии художеств, главный архитектор Москвы с 21 августа 2012 года.

## Биография
Окончил среднюю школу № 329 (1994) и Московский архитектурный институт (2001), факультет ЖОС, группа В. А. Шульрихтера и А. А. Великанова.
С 2000 г. — партнёр и генеральный директор архитектурной мастерской «СЛК-Проект», с 2003 г. — партнёр и генеральный директор архитектурной мастерской С. П. Проект. В 2006 г. бюро «С. П. Проект» вошло в состав объединения «SPEECH Чобан & Кузнецов», а Кузнецов стал его руководящим партнёром. В 2008 г. совместно с Сергеем Чобаном выступил соучредителем архитектурного журнала speech:. В 2010 г. впервые выступил на XII Архитектурной Биеннале в Венеции в качестве участника проекта «Фабрика Россия» в российском павильоне. В 2012 г. на XIII Архитектурной Биеннале в Венеции стал сокуратором экспозиции «i-city/i-land» проекта «Сколково», который получил специальный приз (special mention) жюри Биеннале. В 2016 г. выступил в роли куратора экспозиции российского павильона на XV Архитектурной Биеннале в Венеции под названием V.D.N.H. URBAN PHENOMENON.
В 2012 г. назначен на должность главного архитектора Москвы — первого заместителя председателя Москомархитектуры. В 2013 г. назначен также председателем Архитектурного совета г. Москвы, а в 2014 г. — председателем Градостроительного совета Фонда Сколково. С 2014 г. является почётным профессором Московского Архитектурного института (МАрхИ). С 2011 г. — член-корреспондент Российской академии художеств (Отделение архитектуры).

## Деятельность на посту главного архитектора
Распоряжением Мэра города Москвы № 681-РМ от 20 августа 2012 года С. О. Кузнецов назначен главным архитектором города Москвы, первым заместителем председателя Москомархитектуры. В 2018 году переназначен на должность сроком на пять лет распоряжением Мэра города Москвы № 806-РМ от 23 октября 2018 года.
Является председателем Архитектурного совета города Москвы — коллегиального и совещательного органа при Комитете, который возобновил свою регулярную работу по инициативе главного архитектора. Деятельность Архсовета направлена на практическую реализацию единой градостроительной и архитектурной политики и открытое публичное освещения решений по ключевым градостроительным объектам. В интервью порталу «Архи.ру» Кузнецов заметил, что возобновление работы архитектурного совета считает одним из главных своих достижений.
С принятием по инициативе Сергея Кузнецова постановления № 284-ПП от 30.04.2013 «Об оптимизации порядка утверждения архитектурно-градостроительных решений объектов капитального строительства в городе Москве», обязавшего всех застройщиков получать свидетельство об АГР, Архсовет получил возможность непосредственно влиять на формирование архитектурного облика Москвы. Кузнецов также ввел еженедельную практику Рабочих рассмотрений проектных материалов архитектурно-градостроительных объектов, которые носят консультационный характер и предоставляют возможность на ранней стадии выявить в проекте несоответствия нормативам и упростить получение разрешительных документов.

## Конкурсы
Конкурсы проводятся на объекты разного масштаба — от градостроительных проектов и зданий в ключевых точках города до конкурсов на фасады и даже отдельные элементы зданий. В интервью «Российской газете» Кузнецов заявил, что «творческий конкурс — самая естественная и правильная форма отбора; к тому же конкурс — это ответственность не только архитекторов, но и заказчиков».
В феврале 2018 года парк «Зарядье» стал победителем премии международного архитектурного портала ArchDaily как лучший проект в области общественных пространств. «Я безумно рад этому событию. Не только как архитектор, не только как руководитель авторского коллектива проектировщиков, но и как москвич. Рад тому, что труд огромного количества человек был так высоко оценен, тому, что Россия и Москва смогла заявить о себе на международном архитектурном поле. И я просто рад тому, что „Зарядье“ воплотилось в жизнь, радует жителей города и стало его новым украшением», — отметил Кузнецов.

## Выставочная и просветительская деятельность
С 2012 г. Кузнецов является участником и соавтором инсталляций в рамках Interni Legacy, Milan Design Week. В 2014 году он выступил инициатором и куратором собственного выставочного проекта Москвы на XIV Венецианской архитектурной биеннале Москва — MOSKVA: urban space. В начале 2016 года был выбран куратором экспозиции Российского павильона на XV Архитектурной биеннале в Венеции V.D.N.H. URBAN PHENOMENON. В 2016 году Кузнецов стал одним из приглашенных экспертов Международной Биеннале Архитектуры Аргентины BIA-AR 2016. Также с 2016 года под его кураторством в рамках Санкт-Петербургского международного культурного форума стала проходить специальная секция по вопросам архитектуры — «Креативная среда и урбанистика». Помимо этого, Кузнецов является постоянным куратором экспозиции Комитета по архитектуре и градостроительству города Москвы в рамках Международного фестиваля «Зодчество», Международной выставки архитектуры и дизайна «АрхМосква». По инициативе и под руководством главного архитектора Москвы также ежегодно проводятся выставки-конференции «Комфортный город» и «Открытый город»— некоммерческий проект в сфере архитектурного и градостроительного образования и карьеры, включающий полугодовой фестиваль для молодых профессионалов, конференцию и выставку. Сергей Кузнецов проводит мастер-классы по акварельной живописи для широкой аудитории, выступает на открытых уроках и лекциях для школьников и студентов-архитекторов.

## Позиция
- «В Москве действительно появилось много зданий, у которых не те объёмы, а главное — не те функции, которые нужны москвичам. Объяснение этому чаще всего звучало одно: у Лужкова плохой вкус. Но не он же сам рисовал эти дома! Я считаю, что это ответственность архитекторов, которые держали в своих руках карандаш»[20].
- «Я не назвал бы себя явным приверженцем современной архитектуры в том понимании, в котором она бытует: эффектные, потрясающие воображение здания, с использованием суперсовременных материалов… Я как раз считаю, что архитектура должна быть неизбежно привязана к месту. И то, что хорошо, скажем, для Нью-Йорка, будет не так хорошо для Москвы»[21].
- «Я счастлив, что благодаря принципиальной позиции мэра Москвы Сергея Собянина международные конкурсы становятся практикой для Москвы, и через них мы выбираем реально очень сильные проекты, которые, в случае их реализации, могут стать одними из лучших в мире»[22].

## Профессиональные премии
Парк «Зарядье»
- Журнал Time включил парк «Зарядье» в список лучших мест в мире в 2018 году[23]
- В 2018 году парк «Зарядье» был признан «проектом года» по версии Archdaily в номинации «Public Architecture»[24]
- В марте 2019 года парк получил главный приз жюри международной премии MIPIM Awards в Каннах[25]

БСА «Лужники»
- Победа в ежегодном конкурсе на звание лучшего стадиона года, который проводит английский портал StadiumDB.com — 2018 год[26]
- Шорт-лист премии MIPIM Awards 2019 в номинации «Лучший спортивный и культурный объект»[27]
- PROESTATE&TOBY Awards 2020, победа в номинации «Обновленное здание»[28]

Дворец гимнастики Ирины Винер-Усмановой
- Лауреат премии MIPIM Awards в номинации «Лучший спортивный и культурный объект», 2020 г.[29]
- Лауреат Национальной независимой Премии в области спортивного бизнеса и эффективного управления спортивными проектами BISPO AWARDS, 2019 г.[30]
- Победитель конкурса «BIM технологии 2016» в номинации «Лучший BIM-проект. Спортивные объекты», 2016 г.[31]
- Гран-при конкурса «AlumForum. Алюминий в архитектуре 2019» за лучший реализованный проект с применением алюминия[32]

Стадион Краснодар Арена
- По данным портала stadiumdb.com в 2016 г. стадион занял 2 место по результатам зрительского голосования и 3 место по результатам голосования экспертного жюри конкурса, который проводит портал[33]
- В 2017 г. стадион попал в шорт-лист международного конкурса TheStadiumBusiness Design & Development Awards[34]

Штаб-квартира компании Новатек на Ленинском проспекте
- Победа в премии European Property Awards, 2012 г[35].

Архитектурный рисунок
- 2020, 2019, 2018, 2017, 2015 — Премия международного конкурса Американского общества архитектурных иллюстраторов (ASAI) «Architecture in Perspective»
- 2020, 2019, 2018 — Лауреат конкурса архитектурной графики Кена Робертса (KRob)
- 2020 — Финалист Второй Всемирной выставки Акварели, организованной Международным Альянсом Мастеров Акварели (IMWA)[36]

## Архитектурный рисунок
Важной сферой деятельности Сергея Кузнецова является архитектурный рисунок. Он активно пропагандирует и популяризирует эту область деятельности. Кузнецов является членом Американского Общества Архитектурных иллюстраторов (ASAI), входит в жюри открытого международного конкурса архитектурного рисунка «АрхиГрафика», участвует в работе Музея архитектурной графики в Берлине. В 2014 г. в издательстве SKIRA (Италия) вышла книга рисунков Сергея Кузнецова «Sergey Kuznetsov. Architecture Drawings». В 2017 г. в Московском Мультимедиа Арт Музее прошла выставка акварелей и графики Сергея Кузнецова «Личный контакт. Архитектурная графика». К этому событию был приурочен выпуск второй книги рисунков, которая получила название «Чувство города». В художественной практике, в соответствии с профессиональными интересами, Сергей Кузнецов уделяет много внимания изображению архитектуры и городских пространств. Он является победителем и лауреатом международных конкурсов в области архитектурной графики, в том числе «Архитектура в перспективе» Американского сообщества архитектурных иллюстраторов и KRob — конкурса имени Кена Робертса Далласского отделения Американского института архитекторов. Работы находятся в российских и зарубежных музейных и частных собраниях.

## Выставочные проекты
2021
- «Падает свет». Персональная выставка акварелей, галерея «Триумф», Москва[40]
- «12 касаний». Персональная выставка акварелей, Церковь Святой Анны (Анненкирхе), Санкт-Петербург[41]
- Функциональный арт-объект, жилая капсула «Русское идеальное», XVI Международный фестиваль ландшафтных объектов «Архстояние», Никола-Ленивец, Калужская область[42]

2019
- «Города в движении». Групповая выставка, Медиацентр Парка «Зарядье», Москва[43]

2018
- Сценография к опере «Волшебная флейта», в соавторстве с Агнией Стерлиговой (архитектурное бюро Planet 9), Московский музыкальный театр «Геликон-опера», Москва[44]

2017
- «Личный контакт / Архитектурная графика». Персональная выставка архитектурной графики и акварелей, Мультимедиа Арт Музей, Москва[45]

2016
- Solo Italia. Architettura e paesaggio culturale. Disegni dal Settecento ad oggi. Групповая выставка, Центральный институт графики, Рим

2015
- Павильон России на Всемирной выставке Экспо-2015, совместно с Сергеем Чобаном и Алексеем Ильиным, Милан[46]

2014
- «Только Италия! Архитектурная графика XVIII—XXI веков». Групповая выставка Инженерный корпус Третьяковской галереи, Москва[47]

2013 
- «От рисунка к зданию», в рамках 18-й Международной выставки архитектуры и дизайна «АРХ Москва»[48]

## Государственные награды и звания
- Медаль ордена «За заслуги перед Отечеством» II степени (21 августа 2018 года) — за заслуги в области архитектуры, строительства, жилищно-коммунального хозяйства и многолетнюю добросовестную работу[49].
- Благодарность Президента Российской Федерации (2020)